# Antiora
Antiora is een geslacht van vlinders van de familie tandvlinders (Notodontidae).

## Soorten
- A. affinis Rothschild, 1917
- A. ampla Felder, 1874
- A. subfulva Walker, 1856